# Asante Kotoko SC
Asante Kotoko SC är en professionell fotbollsklubb baserad i Kumasi, Ghana. Klubben spelar i Ghana Premier League.

## Historia

### Tidig historia
Klubben bildades 1935.
1971 blev Asante Kotoko det första ghananska laget att lyfta bucklan i African Clubs Championship, nuvarande afrikanska Champions League genom att slå TP Englebert of Zaire från dåvarande Zaire i finalen.

### 2000-talet
I juli 2011 tecknade Asante Kotoko och engelska Premier League-klubben Sunderland ett partnerskapsavtal där engelska klubben erbjuder  stöd och råd inom ungdomscoaching, spelarutveckling, fitness och medicinska frågor samt företagsstrategi till den ghananska klubben.

## Tränare
- Telat Üzüm (2006–2007)
- Maurice Cooreman (2008-2009)
- Herbert Addo (2009-2010)
- Bogdan Korak (2010–2011)
- Maxwell Konadu (2011–2012)
- Didi Dramini (2012–2014)
- David Duncan (2014–2016)
- Michael Osei (2016)
- Zdravko Logarušić (2017)
- Steven Polack (2017)
- Paa Kwesi Fabin (2018)